# Habsburské Španělsko
Habsburské Španělsko je historický pojem spjatý s částí španělských dějin během 16. a 17. století, kdy Španělsku vládla hlavní větev Habsburské dynastie, zde zvaná Casa de Austria, „Rakouská dynastie“. Španělsko v této době zaznamenalo maximální mocenský a územní rozmach, zejména díky zámořským objevům v Americe, kde ovládlo značnou část kontinentu. Vedle toho bylo i hegemonem v Evropě, ovládajícím Neapolsko, Burgundsko, Nizozemí a po jistou dobu i sousední Portugalsko, a díky spřízněným rakouským Habsburkům majícím zaručené spojence i ve střední Evropě. Nedokázalo však efektivně využít svých možností a opakovaně upadalo do hospodářského chaosu, který několikrát vedl i ke státnímu bankrotu. Kontrastem k ekonomické a vojenské stagnaci až úpadku habsburské éry byl rozkvět kultury a umění (literatura, malířství).

## Panovníci
- 1516–1556: Karel I. (1500–1558), také římský císař (jako Karel V.)
- 1556–1598: Filip II. (1527–1598)
- 1598–1621: Filip III. (1578–1621)
- 1621–1665: Filip IV. (1605–1665)
- 1665–1700: Karel II. (1661–1700)

## Historie

### Sjednocení Španělska a cesta Habsburků na jeho trůn
Základ k tomu, aby se ze Španělska stala přední evropská mocnost, položil Ferdinand II. Aragonský, jenž k dosažení tohoto cíle využíval jak diplomatické, tak vojenské prostředky. Klíčový byl jeho sňatek s Isabelou, dědičkou Kastilie, čímž v důsledku došlo k jejímu spojení s Aragonií a vzniku Španělska jako takového. Jeho hlavním soupeřem byla v této době Francie, s níž se Španělé střetávali na vzájemné pyrenejské hranici a také ve sporných italských zemích. V roce 1504 se Ferdinandovi podařilo znovu ovládnout Neapolsko, kontrolované předtím Francouzi. V letech 1512–1515 dobyl jižní Navarru a připojil tuto zemi ke vznikající španělské říši. Vedle toho se rovněž snažil navázat spojenectví s jinými protifrancouzsky laděnými státy v Evropě prostřednictvím dynastických sňatků. Mladší dceru Kateřinu Aragonskou tak provdal za syna anglického krále Jindřicha VIII., zatímco starší dceru Janu dal za ženu Filipovi I. Sličnému, synu císaře Maxmiliána I. z rodu Habsburků. 
Jelikož se tzv. Katolická Veličenstva Ferdinand a Isabela nedočkala syna, dědila jejich sjednocenou říši právě Jana a potažmo Filip, který se po Isabelině smrti roku 1504 stal (spolu)králem Kastilie. Tím fakticky začala éra vlády Habsburků ve Španělsku. Král Filip I. ovšem už roku 1506 zemřel, načež byla Jana (pravděpodobně účelově) prohlášena za slabomyslnou a Ferdinand II. se stal poručníkem jejich nezletilého syna Karla, svého vnuka, který teprve měl ve svých rukou formálně sjednotit španělskou říši. 
Po Ferdinandově smrti v roce 1516 převzal regentství kardinál Jiménez de Cisneros, nicméně o rok později se mladý Karel I. sám ujal vlády a zasloužilého státníka okamžitě propustil. Připadla mu království Kastilie a Aragonie, čímž byly obě tyto země definitivně spojeny. Krátce poté Karel přijal titul „španělského krále“, aniž by se však byl vzdal titulů „krále Kastilie“ a „krále Aragonie“.

### Vláda Karla I.

Karel V. u Mühlbergu, obraz namalovaný v roce 1548 Tizianem.

Již v roce 1506 zdědil Karel po svém otci habsburské Burgundsko s Nizozemím. Po smrti císaře Maxmiliána I. v roce 1519 mu připadly také rakouské dědičné země, které nicméně v roce 1521 přenechal svému mladšímu bratru Ferdinandovi I. (jenž k nim za několik let získal také českou a uherskou korunu a založil středoevropskou habsburskou říši). Navíc byl jako Karel V. zvolen králem Svaté říše římské (v roce 1530 byl korunován císařem). Karel se tak stal nejmocnějším vládcem své doby, a jak sám oprávněně pronesl, panoval říši, „nad níž slunce nikdy nezapadá“. Tato říše zahrnovala Španělsko s jeho državami v Itálii a Americe, Burgundsko, Nizozemí a rakouské země.
Karel vyrostl ve Flandrech, přičemž nebyl ve španělštině zvlášť zdatný. Ve Španělsku spoléhal na své burgundské a holandské rádce, kteří do značné míry určovali královskou politiku. Proti těmto cizincům, ale především proti Karlovým absolutistickým a centralistickým tendencím povstali v roce 1520 tzv. comuneros – obyvatelé měst jako Toledo a Segovia a nižší šlechta. Tyto vzpoury byly s pomocí vyšší šlechty do roku 1522 poraženy. Odpor proti centrální moci tak byl zlomen, což umožnilo pozvolné zavedení ústředních úřadů, které odsoudily cortesy k bezvýznamnosti.
Zahraniční politice dominoval – vedle dobývání Nového Světa – pokračující konflikt s Francií, jíž tehdy vládl Karlův úhlavní sok František I., o území v Itálii a Burgundsku a o postavení přední mocnosti kontinentu. Již po první z celkem čtyř válek proti Francii přivedl Karel v roce 1525 celou Itálii pod španělskou resp. habsburskou nadvládu. Po druhé válce musel Karel postoupit Francii Burgundsko mírem z Cambrai. Další války už nic nezměnily na existujícím statu quo mezi oběma mocnostmi. Další významný zahraničněpolitický konflikt představoval boj proti osmanské říši na Balkáně a ve Středomoří. V západním Středomoří bylo ohroženo pobřeží Španělska a Itálie severoafrickými muslimy, podporovanými Osmany, kteří zde upevňovali svoji vládu cestou anexí, případně vytvářením protektorátů. Karlovy podniky proti muslimům však vykazovaly jen krátkodobé úspěchy: V roce 1535 sice dobyl Tunis, nicméně jeho postup proti Alžíru v roce 1541 naprosto selhal.
Přestože Karel pobýval po většinu své vlády mimo Španělsko a přes počáteční vnitropolitické těžkosti, jímž bylo jeho panování vystaveno, se ve Španělsku těšil rostoucí oblibě. Tento paradox lze přičíst jednak rychlému vzrůstu blahobytu Španělska, který byl zapříčiněn dovozem stříbra a zlata z Ameriky, vzmáhající se výrobou a čilým obchodem, jednak pýše Španělů na význam a velmocenské postavení jejich země. Trvale spojit císařskou hodnost s osobou španělského krále se však Karlovi nepodařilo: tzv. „španělské dědění“, které mělo jeho synovi zajistit vedle španělské koruny rovněž císařskou hodnost, neuspělo na vetu německých knížat (místo toho bylo nastoleno „rakouské dědění“ v linii Karlova bratra Ferdinanda).

### Vláda Filipa II.

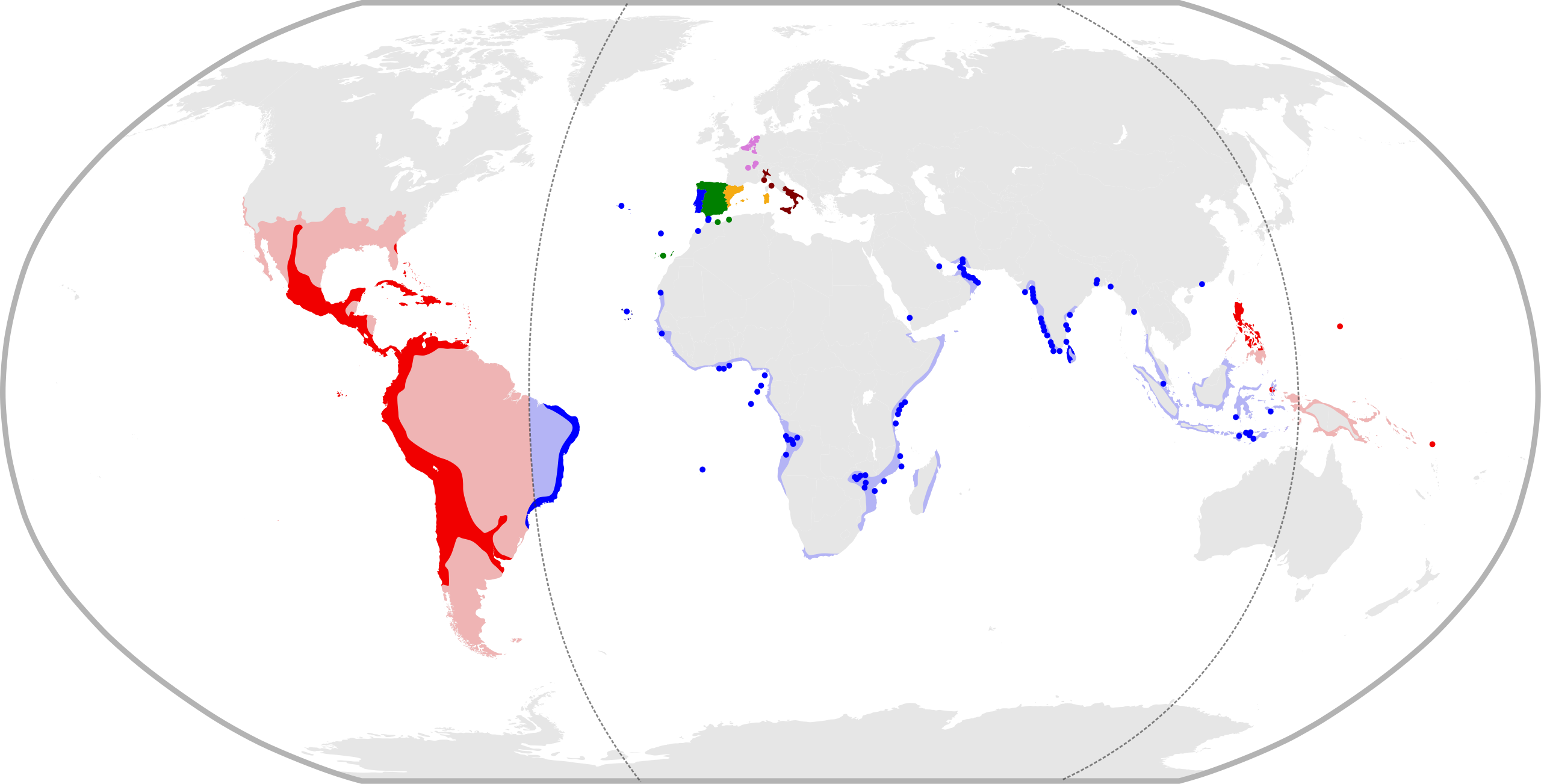
Iberská unie v roce 1598, za vlády Filipa II.
Území spravovaná Radou Kastilie
Území spravovaná Radou Aragonie
Území spravovaná Radou Portugalska
Území spravovaná Radou Itálie
Území spravovaná Radou pro Indie
Území spravovaná Radou Flander

V roce 1556 Karel V. abdikoval a přenechal španělský trůn svému synovi Filipovi II. (1556–1598), který už dříve převzal regentství v Miláně, Neapolsku a Nizozemí. V samotném Španělsku byla vnitropolitická situace v době jeho nástupu k moci relativně stabilní. Zabezpečení rozsáhlých teritorií mimo Španělsko, stejně jako Filipův důraz na provádění politiky protireformace však vyvolaly četné, zdlouhavé a stále nákladnější války.

Bitva u Lepanta (1571), symbol konce osmanské nadvlády ve Středomoří

Vyčerpávající válka proti Francii byla dočasně ukončena mírem z Cateau-Cambrésis v roce 1559. V následujících čtyřech desetiletích byla Francie zmítána hugenotskými válkami a přestala tak pro Španělsko představovat vážného protivníka. Ovšem smrtí královny Marie I. Tudorovny v roce 1558, která byla provdaná za Filipa a která energicky usilovala o rekatolizaci své země, ztratilo Španělsko v Anglii svého spojence.
V roce 1571 se Španělsko stalo vůdčím státem Svaté ligy, která v námořní bitvě u Lepanta přispěla k ničivé porážce Osmanů, čímž bylo odvráceno turecké nebezpečí ve Středozemním moři. Po smrti portugalského krále Jindřicha se Filip, který měl po své matce Isabele nárok na portugalský trůn, dokázal v roce 1580 prosadit proti ostatním uchazečům a v roce 1581 byl portugalskými cortesy uznán za krále. Sjednocením s Portugalskem s jeho rozsáhlým koloniálním územím v Asii, Africe a Jižní Americe dosáhlo Španělsko svého největšího územního rozsahu a stalo se tak největší a nejvýznamnější říší 16. století.
Filipova absolutistická politika a jeho rigidní rekatolizační úsilí však vyprovokovaly protestantské holandské stavy k povstání, které se vyvinulo ve zdlouhavý nizozemský boj za nezávislost v letech 1568–1648. V průběhu této války vyhlásilo sedm severních převážně kalvínských nizozemských provincií svoji nezávislost na Španělsku (1581), zatímco deset jižních katolických provincií zůstalo jako Španělské Nizozemí součástí španělské říše. Válka proti povstalým Nizozemcům si vyžádala značné materiální rezervy Španělska, kromě toho také zostřila konflikt s Anglií, jež podporovala povstalce.

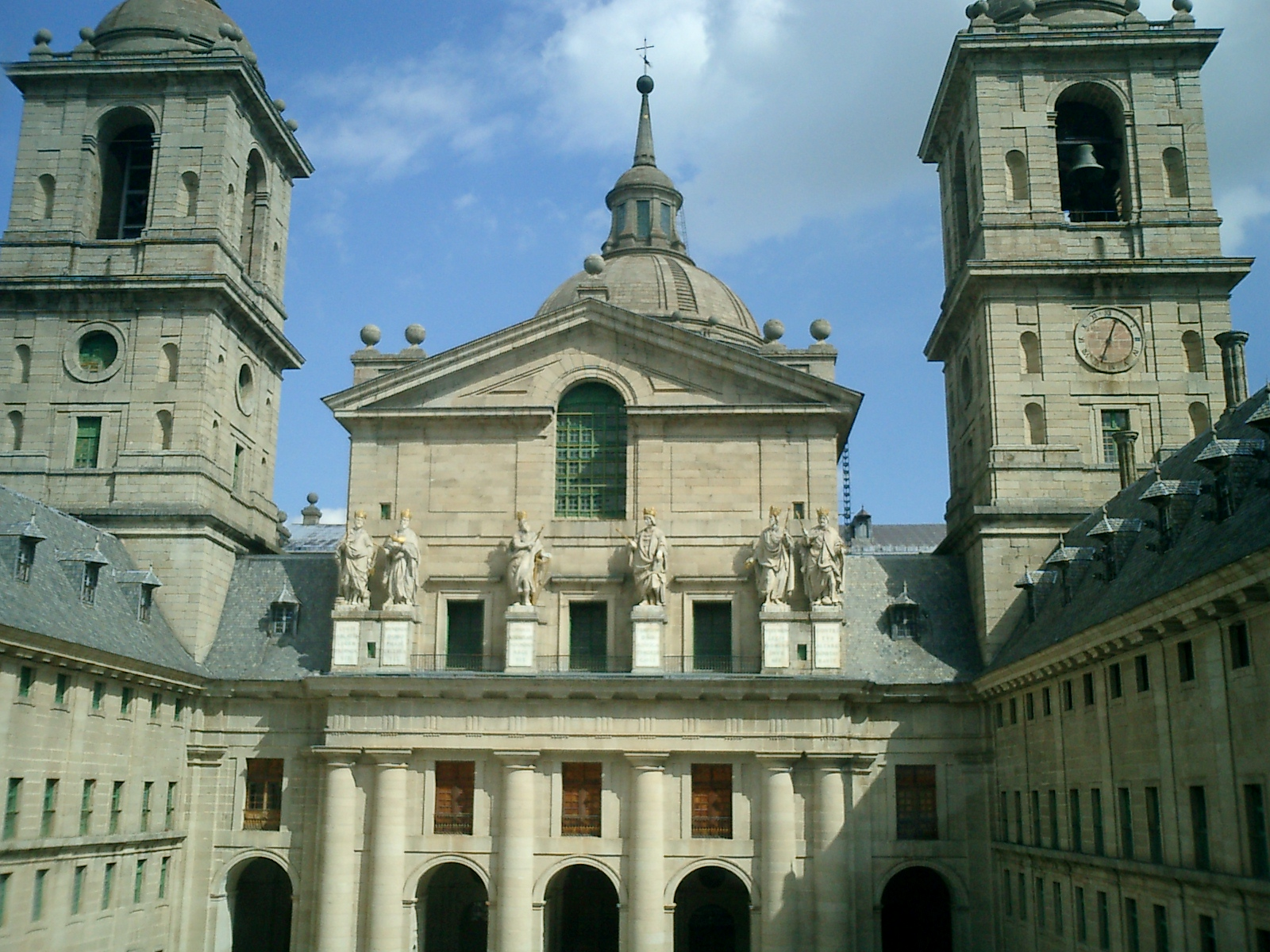
Palác El Escorial (pohled při vstupu do kostela) vybudovaný za Filipa II. poblíž Madridu.

Za vlády královny Alžběty I., která nastoupila na anglický trůn po své sestře Marii I., si Anglie upevnila postavení první protestantské mocnosti Evropy. Současně se Anglie začala prosazovat také jako stále významnější námořní síla. Alžběta se stavěla benevolentně k přepadům španělských lodí a španělského území v Novém Světě anglickými korzáry jako byl Francis Drake. Pro Španělsko tak byla Anglie vážným soupeřem jak z hlediska náboženského, tak i politického. Již od roku 1585 vedly proti sobě Španělsko a Anglie válku v Nizozemí. V roce 1588 vypravil Filip k anglickým břehům mocné loďstvo včetně invazního vojska – Armadu, které mělo Anglii dobýt a ukončit tak éru anglického protestantismu a podpory holandských rebelů, čímž by bylo povstání v Nizozemí zřejmě potlačeno. Armada však utrpěla v Lamanšském průlivu těžkou porážku v boji proti anglické flotile. Většina španělských lodí byla zničena nebo vážně poškozena. Zbytek loďstva byl zahnán na útěk a po zdolání namáhavé cesty kolem Skotska a Irska se trosky pyšné Armady vrátily do Španělska.
Toto neúspěšné tažení přineslo Španělsko na pokraj hospodářského zhroucení a zahájilo úpadek Španělska jako námořní a hegemoniální mocnosti Evropy. Státní finance kolabovaly, což způsobilo několik bankrotů Španělska. Nepřetržité války pozřely veškeré bohatství tekoucí do Španělska z kolonií, což krále přimělo uvažovat o získání dalších prostředků k rozmnožení státních příjmů. Každý majetek (s výjimkou církevního) a každá živnost byly zatíženy vysokými daněmi. Nicméně ani to nestačilo. Gigantické dluhy si vyžádaly zhoršení mince, tituly a úřady se staly na prodej a od obyvatelstva byly vyžadovány dary a nucené půjčky. Přesto španělská reakční politika nevykázala jediný podstatný úspěch. Státní správa byla za Filipovy vlády ještě více centralizována (v roce 1561 nechal přemístit hlavní město z Toleda do Madridu). Král také odstranil poslední zbytky politické svobody a podrobil všechny stavy neomezenému despotismu. Filipova přísná náboženská politika vyprovokovala odpor a povstání i v samotném Španělsku. Paralelně k mocenskému úpadku země však španělská kultura zažívala prudký rozmach. Pro umění a literaturu ve Španělsku nastalo „zlaté období“ – tzv. Siglo de Oro.

### Krize a úpadek
Filip III. (1598–1621) se odklonil od politiky svého otce a po většinu své vlády zastával mírový kurs: V roce 1604 uzavřel mír s Anglií a v roce 1609 příměří s Nizozemím. V témže roce bylo ze Španělska vypovězeno 250 000 zbývajících Morisků (pokřtěných Maurů), což zasadilo další vážnou ránu španělskému hospodářství. Během jeho panování dosáhlo Španělsko největšího kulturního rozkvětu. Působili zde výjimeční jedinci, jako byli Miguel de Cervantes nebo El Greco.

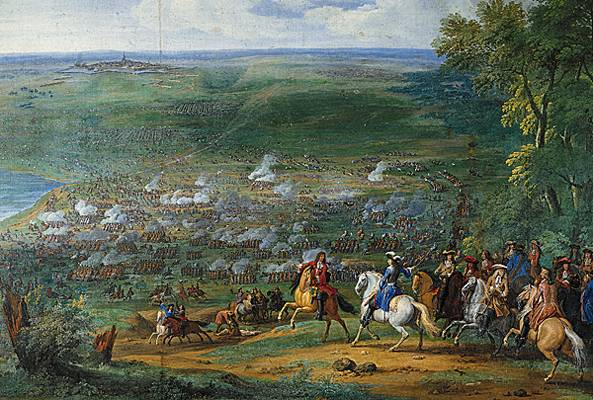
Bitva u Rocroi (1643), definitivní konec španělské dominance.

Filip IV. (1621–1665) dával před politikou přednost kultuře a umění. Vládní záležitosti si vzal na starost králův důvěrník Gaspar de Guzmán, hrabě de Olivares. Olivares snil o obnovení habsburské světové říše a o vítězství katolicismu. V roce 1621 vypovědělo Španělsko válku Nizozemí a zároveň se postavilo na stranu rakouských Habsburků během třicetileté války (1618–1648). Španělská vojska opět válčila v Německu a Itálii a španělský velvyslanec ve Vídni měl znovu rozhodující slovo v německých záležitostech. Nicméně brzy se jasně ukázalo, že španělské nároky na světovládu byly pouhým přeludem, neboť hospodářství Španělska bylo v této době již velmi zdevastované a nebylo schopno plnit nároky kladené na něj pokračujícími konflikty. Další bankrot a zvýšení již tak obrovských daní vedl v roce 1640 k povstání v Portugalsku a Katalánii (Portugalsko bylo ztraceno na dobro, vzpoura v Katalánii byla potlačena). Olivares značně přecenil síly své země a v roce 1643 byl propuštěn.
Přijetím vestfálského míru v roce 1648 Španělsko konečně uznalo nezávislost Nizozemí a rovnoprávnost protestantů v Německu. V pyrenejském míru, který v roce 1659 ukončil dlouhý konflikt s Francií, se Španělé zavázali odstoupit Francouzům hrabství Roussillon a částečně Cerdagne, a také část Španělského Nizozemí. Velmocenské postavení Španělska tím definitivně vzalo za své a novým evropským hegemonem se stala vítězná Francie. Mocenskopolitický úpadek byl doprovázen hospodářským propadem, který byl ještě urychlen pozvolným vyčerpáváním jihoamerických stříbrných dolů.
Karel II. (1665–1700) byl slabý a nemocný vládce, jehož oblíbenci, kteří vykonávali vládu za něj, nebyli s to zastavit hroucení Španělska. Opětovné útoky Francie za vlády Ludvíka XIV. přispěly k dalším územním ztrátám.
Na konci vlády Karla II. počet obyvatel Španělska značně poklesl. Obyvatelstvo opustilo četná sídla, celé pásy země se změnily v pustinu. Státní příjmy byly navzdory tvrdému daňovému útisku a téměř loupeživým finančním opatřením redukovány do té míry, že král nemohl platit vlastní služebnictvo. Svoji mzdu resp. žold nedostávali ani úředníci a vojáci. Nedostatek peněz byl tak velký, že v některých provinciích došlo k návratu směnného obchodu. 3. listopadu roku 1700 habsburská vláda smrtí bezdětného Karla II. skončila. Následovala válka o dědictví španělské, v níž se ostatní evropské královské dynastie pokoušely urvat co největší díl ze španělské říše.

## Španělští Habsburkové v mužské linii
1. Karel V. Španělský (1500–1558), král španělský (1516–1558), římskoněmecký (1519–1558), císař římsko-německý (1530–1556)
  1. Filip II. Španělský (1527–1598), král španělský (1558–1598) a portugalský (1580–1598)
    1. don Carlos (1545–1568)
    2. Ferdinand (1571–1578)
    3. Karel Laurentius (1573–1578)
    4. Diego (1575–1582)
    5. Filip III. Španělský (1578–1621), král španělský a portugalský (1598–1621)
      1. Filip IV. Španělský (1605–1665), král španělský (1621–1665) a portugalský (1621–1640)
        1. Juan José de Austria (1629–1679), nemanželský syn Filipa IV.
        2. Baltazar Karel (1629–1646)
        3. František Ferdinand (*/† 1634)
        4. Filip Prosper (1657–1661)
        5. Karel II. Španělský (1661–1700), král španělský (1665–1700), jím vymřela linie španělských Habsburků

      2. Karel (1607–1632)
      3. Ferdinand (1609–1641)
      4. Alfons (1611–1612)

  2. Ferdinand (*/† 1530)
  3. Jan (*/† 1539)
  4. Juan de Austria (1547–1578), nemanželský syn Karla V.